# Банишора
Банишора е квартал в северозападната част на София, район „Сердика“. Граничи с Владайска река и бул. „Сливница“ на юг, бул. „Княгиня Мария Луиза“ и ул. „Скопие“ на север, бул. „Христо Ботев“ на изток и ул. „Габрово“ на запад. До Банишора са разположени Централна гара и Централна автогара. Името на квартала вероятно е от български произход от времето преди османското владичество.
В Банишора се намира църквата „Св. Андрей Първозвани“, построена през 1926 г. в чест на българските опълченци. Сред по-значимите обществени сгради на територията на квартала са Централния софийски затвор, 5-а многопрофилна болница за активно лечение и депо „Надежда“ на тролейбусния транспорт в София.
В квартала преобладава високоетажното строителство – монолитно, ЕПК и едропанелно (от серии Бс-VIII-Сф и Бс-69-Сф).

## История
Едно от най-ранните сведения за Банишора е от 1550 г. в бележките на пътешественик, в които се споменава мост с име Bagnasol. Името „Банишор“ се среща и в османски документи от XVI в. През XVII в. районът е известен с лозята си, съществували до втората половина на XIX в.
В подробен регистър на джелепкешаните от 1576 година са изброени осем джелепкешани в махалата Банишор – Неделко чехлар, Бой, чехлар и кръчмар, Марко Узун, чехлар, Манье Иван, Дамшо, мутафчия, Петре, чехлар, Петко, мутафчия и Нено Кара Кузгун.
През 1871 г. Феликс Каниц проследява остатъците от най-външната стена на София и оставя неголяма, но ценна скица, поместена в книгата на проф. Г. И. Кацаров „Принос към старата история на София“. На нея е отбелязан Банишор баир, с ъгловата кула Яуди табия. Около 1910 г. стените на Яуди табия или Банишор табия се виждали чак до улица „Охрид“. Това укрепление е построено върху още по-стари основи – древна градска зона с ъглови кули.
Името е възможно да означава бавно течаща вода, или по-точно – баня с бавно течащ извор. Крепостното заграждане е разрушавано няколко пъти. Заедно с това то е доизграждано многократно. Какъвто и да е произходът на името, сигурно е, че населението на махалата е изпълнявало задълженията на военизирани средечани. „Яуди“, или „Банишор табия“ имала не само стратегическа, а и стопанска функция. „Банишор табия“ била на разпоредбите на специален местен дервенджия. При вест за пристигане на пътници, той бил задължен да съобщи това, от което се възползвали местните търговци. Те незабавно обграждали пътя и предлагали стоките си.
Едно от най-ранните сведения за „Банишора" е от XVI век. Данни оставя и пътешественикът Катрин Цен, като съобщава, че минал по мост през града, наречен „Bacrnasol" т.е. „Банишора", Банишорският мост. Проф. Иширков изказа мнение, че става дума за известния „Сандъкли кюпрю“, днешния „Лъвов мост“. След като тук e „Bagnasol“, т.е. „мост, поддържан от Банишора", или „охраняван от Банишора“, то махалата е имала и привилегии – в замяна на задълженията за опазване на моста.
Като „Банишор махала“ името е изписано в Боянския царски поменик. Даренията на банишорци, свързани с поменика доказват, че те държат и подпомагат огнищата на българщината, а и изписват църкви и манастири. През 1576 г. от осем джелепкешани от махалата Банишор се изисква данък от 340 овце. След тях са чехларите Марко Узун, Неделко, Бой – кръчмар и чехлар и чехлар Петре.
Заради този подвижен панаир понякога оттук предпочитали да преминават и ордите на империята, завръщащи се или заминаващи за военни действия. В миней от софийската църква „Св. Спас“ поп Стойко абаджия е записал: „1784. Месец голия, 27 ден – на Банишора оръдия имаше, чадъри много на пашата, на еничарите и на спахиите?“. И този поп Стойко не се е занимавал само с църквата, ами е въртял и абаджилък – за да се препитава. По време на ордите търговците гледали да изпокрият стоката си, която често била отнасяна по най-безцеремонен начин.
Името „Банишора“, споменато и от Катрин Цен в лето 1550-о, е белег, че названието, което несъмнено е с чисто български произход, се е зародило преди падането под османска власт. За да доживее до наши дни.
През 1891 г. в квартала е построена Международната католическа болница „Княгиня Клементина“. Днес сградата се използва от Пета МБАЛ.

## Транспорт
Линиите на софийския градски транспорт, обслужващи Банишора, са:
- Трамваи: 1, 3, 6, 7, 11, 12 и 27;
- Автобуси: 11, 27, 60, 74, 77, 78, 82, 83, 85, 86, 101, 213, 285, 305, 309, 310, 404 и 413;
- Тролейбуси: 1, 5, 6 и 7

От 31 август 2012 г. кварталът се обслужва и от Метростанция „Княгиня Мария Луиза“ от Втория метродиаметър на Софийското метро

## Здравни заведения
В квартала са разположени много здравни заведения:
- II МБАЛ;
- V МБАЛ;
- Областен диспансер за онкологични заболявания;
- ДКЦ 7;
- Медицински център „Панацея“;
- Многопрофилна транспортна болница;
- Медицински център „Пентаграм 2012“ – разполага с офталмологични кабинети, акушеро-гинекологичен кабинет, клинична лаборатория. Извършват се и кардиологични консултации.

## Образование

### Училища
- 14-о СОУ „Проф. доктор Асен Златаров“ (с над 100-годишна история)
- 48-о ОУ „Йосиф Ковачев“ (с над 100-годишна история)
- НПГПТО ЛОМОСНОСОВ Ломото

### Детски градини и ясли
- ДГ № 45 „Алиса“
- ДГ № 199 „Сарагоса“
- ОДЗ № 53 „Дядовата ръкавичка“
- ДДГ „Слава“

## Паркове и градини
В квартал Банишора се намират градина „Майчин дом“, а срещу нея – градина „Алжир“. В тях има детски площадки, въжени игрушки, фитнес площадка на открито.
На територията му се намира и градина „Охрид“ с площ от 7707 m². В нея има детски площадки, игрище, фитнес площадка на открито, а също и „Баунишора“ – градинка за разходка на кучета.

## Държавни и общински институции
В квартала се намират седалищата на редица институции и административни поделения:
- Централен софийски затвор
- Национален център по заразни и паразитни болести
- Столична регионална здравна инспекция (СРЗИ)
- ДП „Фонд Затворно дело“
- Комплекс за социални услуги за деца и семейства
- Национален център по трансфузионна хематология

## Сгради паметници на културата
В пределите на квартал Банишора се намира къщата, в която Райна Княгиня живее през последните 8 години от живота си – на ул. „Софроний Врачански“ 119. През 2017 г. къщата получава статут на паметник на културата, но дългогодишната липса на грижи се отразява на състоянието ѝ. През 2020 г. Столичният общински съвет приема доклад за възстановяването на сградата в нейния автентичен вид. Ремонтът е на стойност 400 000 лева и се предвижда след него сградата да се превърне в музей.

## Улици и произход на имената им
| Път                           | Наречен на                                                     | Местоположение |
| ----------------------------- | -------------------------------------------------------------- | -------------- |
| „Антим І“                     | Антим I (1816 – 1888), духовник                                | Карта          |
| „Беласица“                    | Беласица, планина в България, Гърция и Северна Македония       | Карта          |
| „Вишовград“                   | Вишовград, село във Великотърновско                            | Карта          |
| „Враня“                       | Враня, град в Югоизточна Сърбия                                | Карта          |
| „Габър“                       | Габър (Carpinus), род растения                                 | Карта          |
| „Генерал Черняев“             | Михаил Черняев (1828 – 1898), руски генерал                    | Карта          |
| „Генерал Николай Г. Столетов“ | Николай Столетов (1831 – 1912), руски генерал                  | Карта          |
| „Гредетин“                    | Гредетин, село в Алексинацко, Сърбия                           | Карта          |
| „Иван Бигор“                  | Бигорски манастир, манастир в Реканско, Северна Македония      | Карта          |
| „Иван Тургенев“               | Иван Тургенев (1818 – 1883), руски писател                     | Карта          |
| „Кавала“                      | Кавала, град в Северна Гърция                                  | Карта          |
| „Калофер“                     | Калофер, град в Карловско                                      | Карта          |
| „Каменно цвете“               | Каменно цвете (Глоксиния)                                      | Карта          |
| „Карлово“                     | Карлово, град в Южна България                                  | Карта          |
| „Китна“                       | ?                                                              | Карта          |
| „Клокотница“                  | Клокотница, село в Хасковско                                   | Карта          |
| „Княгиня Мария-Луиза“         | Мария-Луиза Бурбон-Пармска (1870 – 1899), княгиня на българите | Карта          |
| „Княз Церетели“               | Алексей Церетели (1848 – 1883), грузински дипломат             | Карта          |
| „Козлодуй“                    | Козлодуй, град в Оряховско                                     | Карта          |
| „Коритник“                    | Коритник, планина в Албания и Косово                           | Карта          |
| „Кортен“                      | Кортен, село в Новозагорско                                    | Карта          |
| „Кресна“                      | Кресна, град в Санданско                                       | Карта          |
| „Круша планина“               | Круша, планина в Северна Гърция                                | Карта          |
| „Майор Георги Векилски“       | Георги Векилски (1882 – 1918), офицер                          | Карта          |
| „Опълченска“                  | Българско опълчение, доброволческа част в руската армия        | Карта          |
| „Ореляк“                      | Ореляк, връх в Пирин                                           | Карта          |
| „Охрид“                       | Охрид, град в Северна Македония                                | Карта          |
| „Подполк. Калитин“            | Павел Калитин (1846 – 1877), руски офицер                      | Карта          |
| „Радовиш“                     | Радовиш, град в Северна Македония                              | Карта          |
| „Разцветна“                   | ?                                                              | Карта          |
| „Свищов“                      | Свищов, град в Северна България                                | Карта          |
| „Скопие“                      | Скопие, град в Северна Македония                               | Карта          |
| „Сливен“                      | Сливен, град в Югоизточна България                             | Карта          |
| „Сливница“                    | Сливница, град в Западна България                              | Карта          |
| „Софроний Врачански“          | Софроний Врачански (1739 – 1813), духовник                     | Карта          |
| „Странджа“                    | Странджа, планина в България и Турция                          | Карта          |
| „Струга“                      | Струга, град в Северна Македония                               | Карта          |
| „Харалампи Карастоянов“       | Харалампи Карастоянов (1855 – 1934), политик                   | Карта          |
| „Хасково“                     | Хасково, град в Южна България                                  | Карта          |
| „Христо Ботев“                | Христо Ботев (1848 – 1876), поет и революционер                | Карта          |
| „Шумен“                       | Шумен, град в Североизточна България                           | Карта          |

## Личности
- Златозара Гочева – 1934 – 2014 г., историк
- Иван Вукадинов – роден 1932 г. в с. Ломница, живеещ в Банишора
- Атанас Иванов – просветен деятел и революционер, роден 1874 г. в Прилеп, живял и починал (1956 г.) в Банишора
- Петър Трантеев – 1924 – 1979, географ, роден и живял в Банишора, ул. Радовиш 15
- Вера Мутафчиева – историк, писател 1929 – 2009
- Стефан Продев – писател и журналист, роден и расъл в Банишора
- Тодор Модев – инженер, областен управител на София град (2005 – 2009), роден и живеещ в Банишора
- Мариан Бачев – актьор, роден и живеещ в Банишора
- Руслан Мъйнов – актьор, певец, живеещ в Банишора
- Камелия – певица, актриса и телевизионна водеща, живееща в Банишора
- Христо Гърбов – актьор, живеещ в Банишора
- Радослав Йорданов – актьор, живеещ в Банишора
- Иглика Трифонова – режисьор
- Ива Дойчинова – радио и телевизионна водеща, родена в Банишора
- Йордан Караджов – музикант от група „Сигнал“, живеещ в Банишора
- Цветан Недялков – музикант, живеещ в Банишора
- Милена Маркова (Маца) – актриса, живееща в Банишора
- Христо Стоянов – художник, роден и живеещ в Банишора
- Красимир Недев – актьор
- Борислав Вълчев – композитор, певец и пианист, живеещ в Банишора
- Кремена Романска
- Боян Игнатов
- Павел Гергов – живеещ в Банишора
- Кирил Ампов – музикант, продуцент на Хит минус едно
- Владимир Ампов – певец, композитор и музикален продуцент
- Красимир Борисов – футболист и треньор САЩ ‘94